# Fièvre printanière
Pour plus de détails, voir Fiche technique et Distribution.
Fièvre printanière (Recreation) est une comédie burlesque américaine de et avec Charlie Chaplin, sortie le 13 août 1914.

## Synopsis
Dans un parc, Charlot commence à vouloir flirter avec une jeune femme sur un banc. Mais très vite le mari de celle-ci arrive et chasse le vagabond. Une dispute éclate et les deux hommes se lancent des briques dans la figure. Deux policiers tentent d'intervenir, mais la fourberie de Charlot lui permet de s'en sortir temporairement, avant de se faire rattraper. Finalement, tout le monde finit dans l'eau du lac après une dernière bousculade.

## Fiche technique
- Titre : Fièvre printanière
- Titre original : Recreation
- Réalisation : Charlie Chaplin
- Scénario : Charlie Chaplin
- Photographie : Frank D. Williams
- Producteur : Mack Sennett
- Studio de production : The Keystone Film Company
- Distribution : Mutual Film Corporation
- Pays : États-Unis
- Format : Noir et blanc - 1,37:1 - Format 35 mm
- Langue : film muet intertitres anglais
- Genre : Comédie
- Durée : ½ bobine
- Date de sortie : États-Unis : 21 juillet 1914

## Distribution
- Charlie Chaplin : Charlot
- Charles Bennett : l'homme sur le banc (non crédité)
- Helen Carruthers : la jeune femme (non créditée)